# Achiroides
Genre
Synonymes
- Eurypleura Kaup, 1858[2]

Achiroides est un genre de poissons plats d'eau douce de la famille des Soleidae. On trouve ces poissons en Asie du Sud-Est, dans le Mékong, mais aussi en Indonésie et en Malaisie. Ils fréquenteraient également les eaux saumâtres et certaines zones marines du Pacifique et du sud de la mer de Chine,.

## Liste d'espèces
Il existe 2 espèces du genre Achiroides,,,,, :
- Achiroides leucorhynchos Bleeker, 1851
- Achiroides melanorhynchus (Bleeker, 1850)